# Jean-Sénéqérim d'Héréthie
Jean-Sénéqérim d'Héréthie (mort en 959) est un roi d'Héréthie de la famille des Smbatichvili. Il règne de 951 à 959.
Jean-Sénéqérim Smbatichvili est le seul enfant connu du roi Ichkanik d'Héréthie et de son épouse inconnue. Il succède à son père en 951 sur le trône d'Héréthie. Son règne est principalement marqué par l'annexion de l'Albanie caucasienne (dans l'actuel Azerbaïdjan) par Jean-Sénéqérim qui porte ainsi le royaume à son apogée.
Comme son père et sa grand-mère Dinar, il contribue beaucoup à la conversion de son pays. Il meurt en 959 sans héritiers, et le prince de Kakhétie Kviriké II en profite pour récupérer ses domaines.